# Te Deum (Charpentier)
Te Deum D dur (H. 146) je nejznámějším dílem francouzského skladatele Marca-Antoina Charpentiera. Jedná se o Grand Motet (velké moteto), zvláštní formu moteta pro sólisty, sbor a orchestr, která byla populární v době baroka. Charpentier Te Deum zkomponoval během konce 17. století, v době, kdy působil jako kapelník v kostele Saint-Louis u jezuitů v Paříži. Te Deum zřejmě složil jako reakci na výsledek bitvy u Steenkerke 3. srpna 1692 nebo také u příležitosti Turínské smlouvy v roce 1696.